# Carlos Pedrell
Carlos Pedrell (Minas, 16 de octubre de 1878 – Paris, 9 de marzo de 1941) fue un compositor uruguayo-argentino, guitarrista y docente.

## Biografía
Pedrell nació en Minas, Uruguay fue el sobrino del guitarrista español y compositor Felipe Pedrell. Inicialmente,  estudió armonía en Montevideo antes de irse a España para estudiar con su tío. Una vez allí estuvo trabajando en París en el Schola Cantorum bajo las órdenes de Vincent d'Indy donde completó su formación.
Regresó a Sudamérica radicándose en Argentina en 1906 donde enseñó en la Universidad Nacional de Tucumán y fue inspector de escuelas en Buenos Aires. En 1915 al fundarse la Sociedad Nacional de Música (hoy Asociación Argentina de Compositores) en Buenos Aires, Pedrell fue uno de los primeros socios. Se nacionalizó argentino. En 1921 retornó a París donde falleció.

## Obras
Su producción incluye óperas (en particular, La guitarra sobre un libretto de Xavier de Courville) y ballets, y es particularmente recordado para su música para guitarra clásica. Sus trabajos más conocidos son piezas compuestas para guitarra: Lamento, Página romántica, y Guitarreo, los cuales están dedicados a Andrés Segovia.